# Perdaxius
Perdaxius (sardinsky: Perdàxius) je italská obec (comune) v provincii Sud Sardegna v regionu Sardinie. Nachází se ve výšce 98 metrů nad mořem a má přibližně 1 300 obyvatel. Rozloha obce je 29,5 km².